# Фрезер

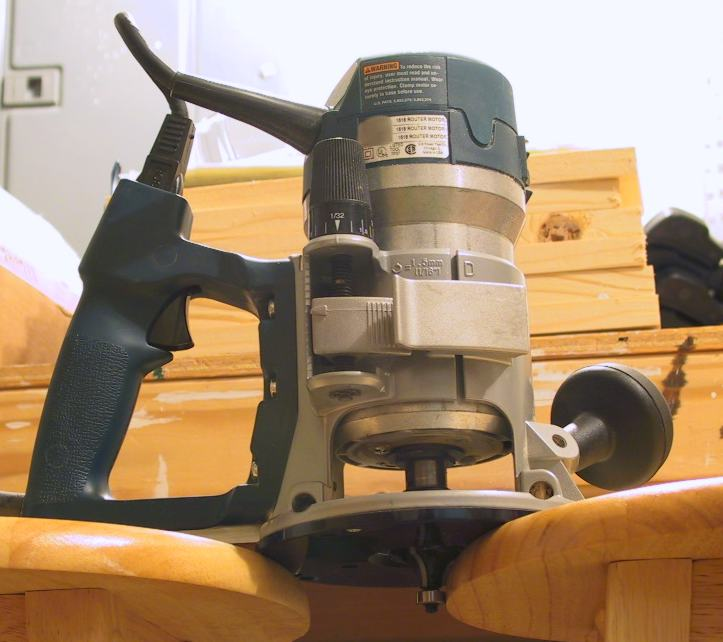
Фрезерная машина

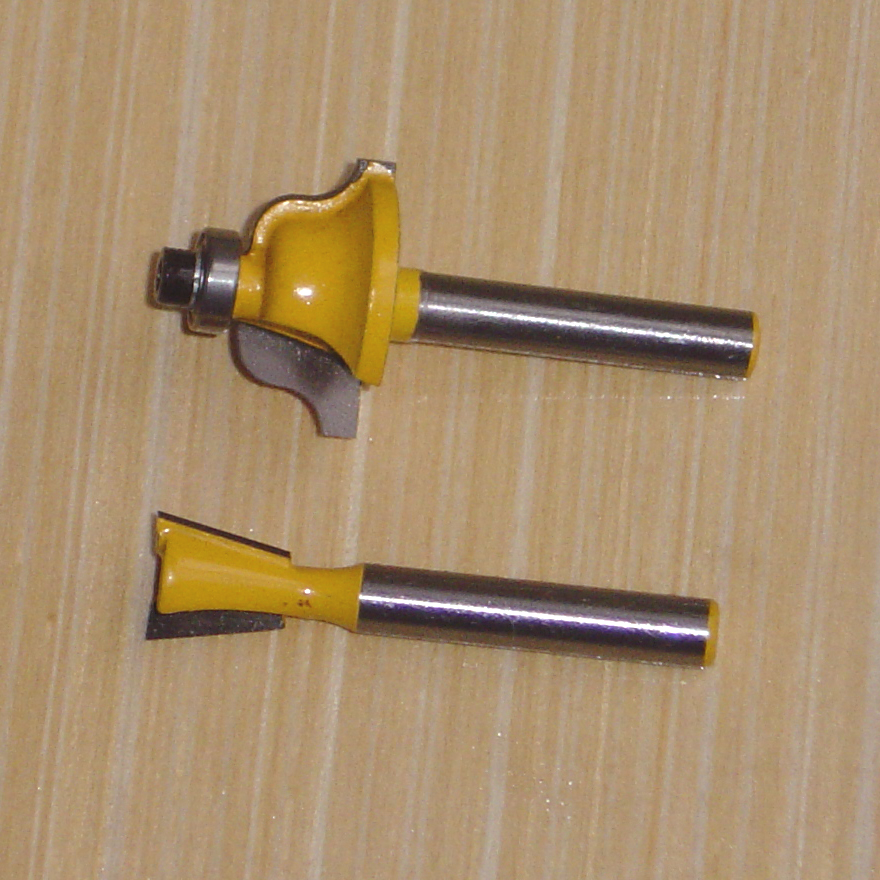
Фрезы

Различные формы получаемых кромок и пазов

Фре́зер, фре́зерная машина (от фр. fraiseur «фрезеровщик, фрезерный станок», что является суффиксным производным от фр. fraise «фреза, бор») — ручной деревообрабатывающий электроинструмент для фрезерования — фигурной обработки кромок, вырезания пазов и сверления отверстий.

## Разновидности
- Вертикальный (погружной) — используется для любых видов фрезерования. Двигатель такого фрезера перемещается вверх и вниз по двум направляющим, что позволяет делать пазы и отверстия заданной глубины.
- Кромочный (окантовочный) — специально предназначенный фрезер только для обработки кромок. Отличается относительно небольшим весом и мощностью.
- Комбинированный — имеет в комплекте две базы: одна для погружного фрезерования с заданной глубиной, вторая — для обработки кромок.

Фрезеры специального назначения:
- Присадочный (дюбельный) — для сверления отверстий или пазов под шканты (дюбели).
- Ламельный (см. Biscuit joiner (англ.)) — для вырезания узких продолговатых пазов.
- Триммер (см. Laminate trimmer (англ.)) — для обработки ламината.

## Основные характеристики
- Потребляемая мощность (600—2300 ватт)
- Скорость вращения шпинделя на холостом ходу (8000—34000 об/мин)
- Рабочий ход фрезы (0—70 мм) — для вертикальных фрезеров.
- Диаметр хвостовика фрезы (8 мм, 8—12 мм, 6/8 мм, 6/6,35/8/12,7 мм). Фреза зажимается в цанговом зажимном патроне.

## Галерея

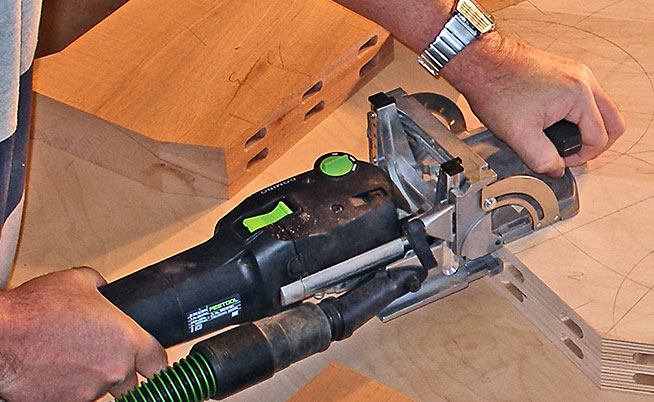
Разновидность дюбельного фрезера (см. Domino joiner (англ.))
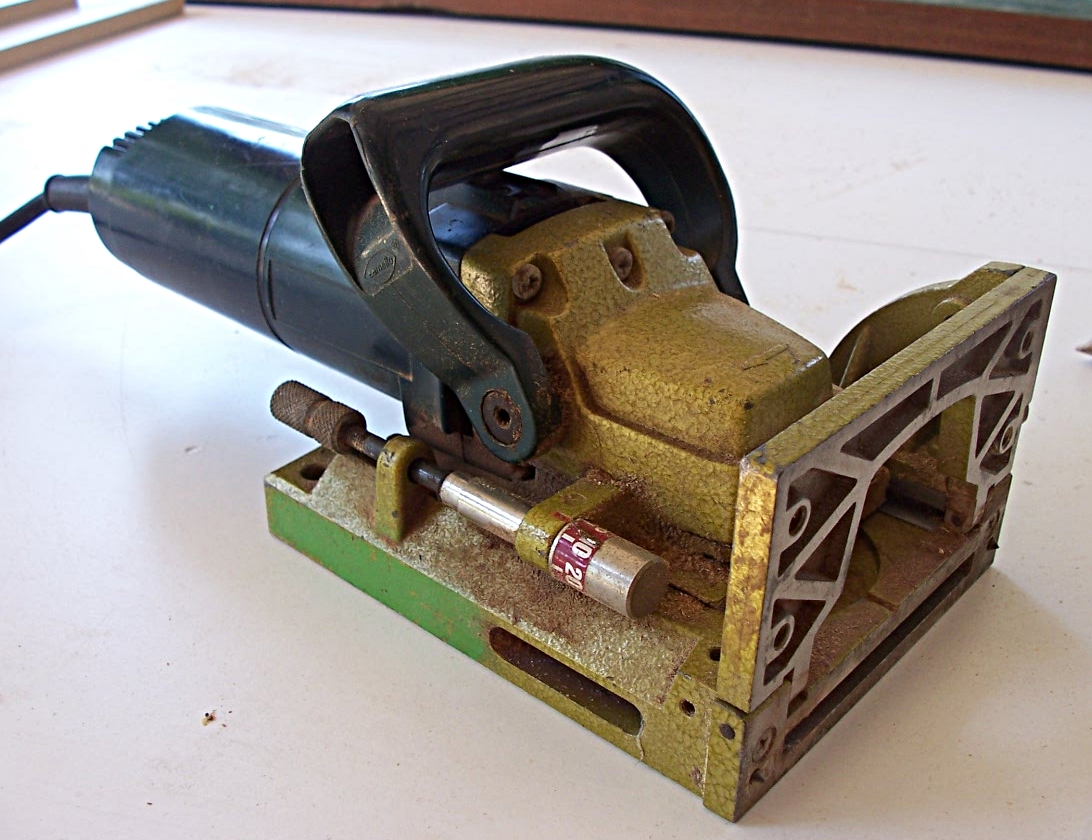
Ламельный фрезер
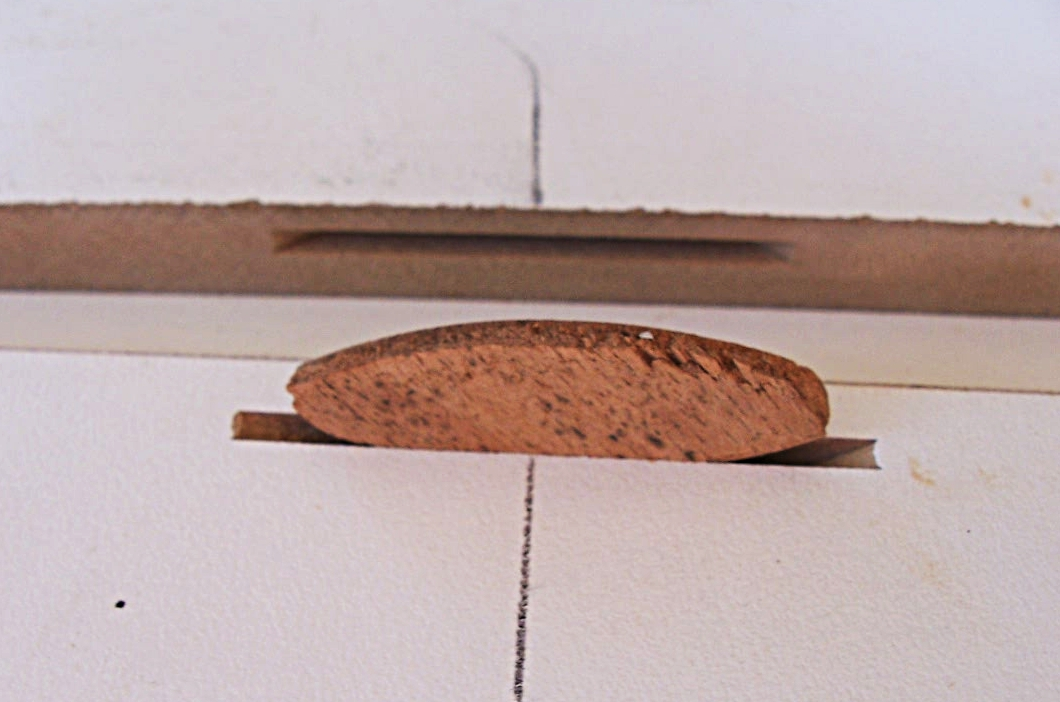
Вырез ламельным фрезером, вставленный ламель
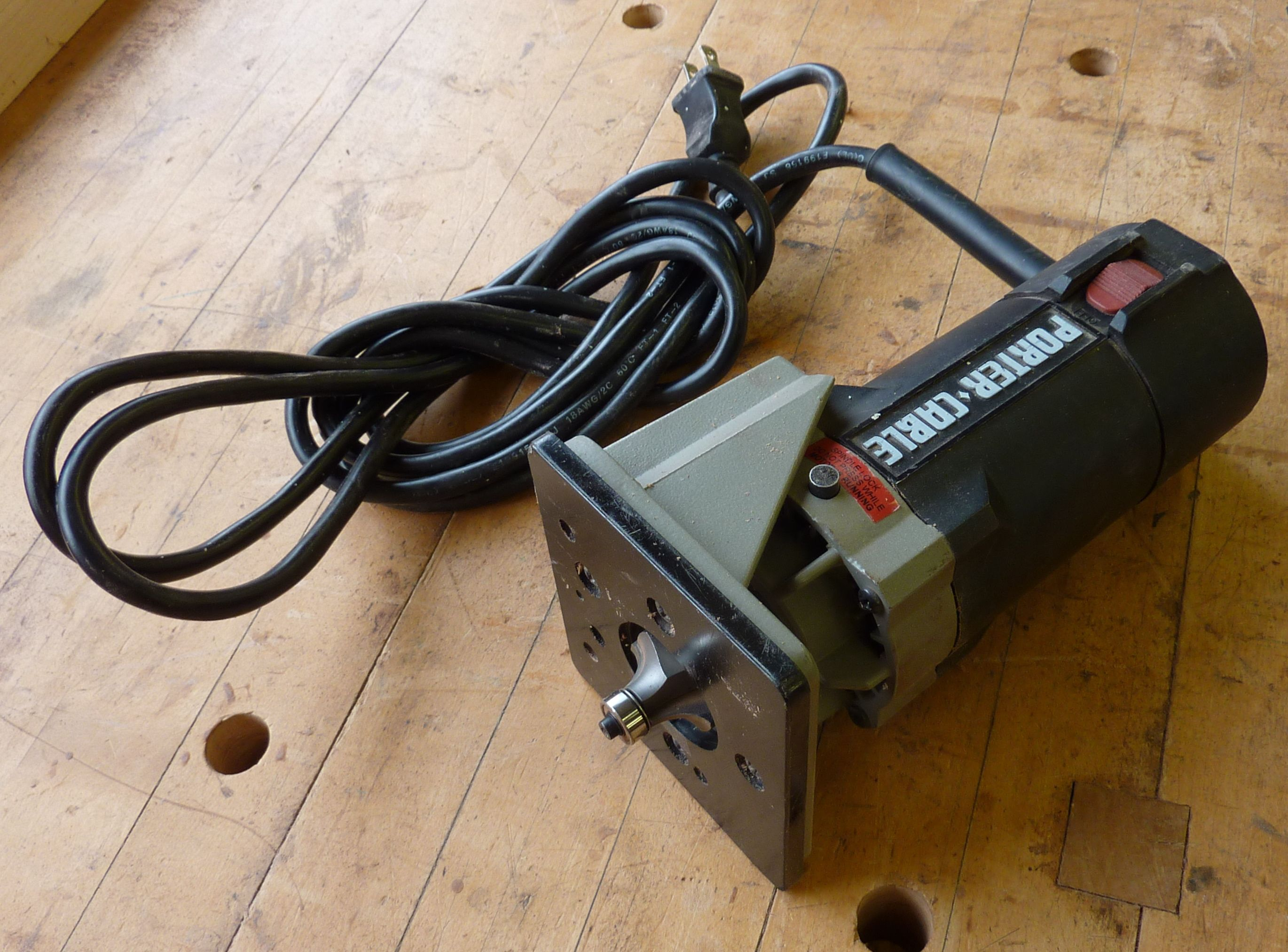
Триммер для обработки ламината